# Jerwan

Jerwan est une localité au nord de Mossoul dans la Province de Duhok au Kurdistan irakien. Le site est dépourvu de végétation et peu peuplé.

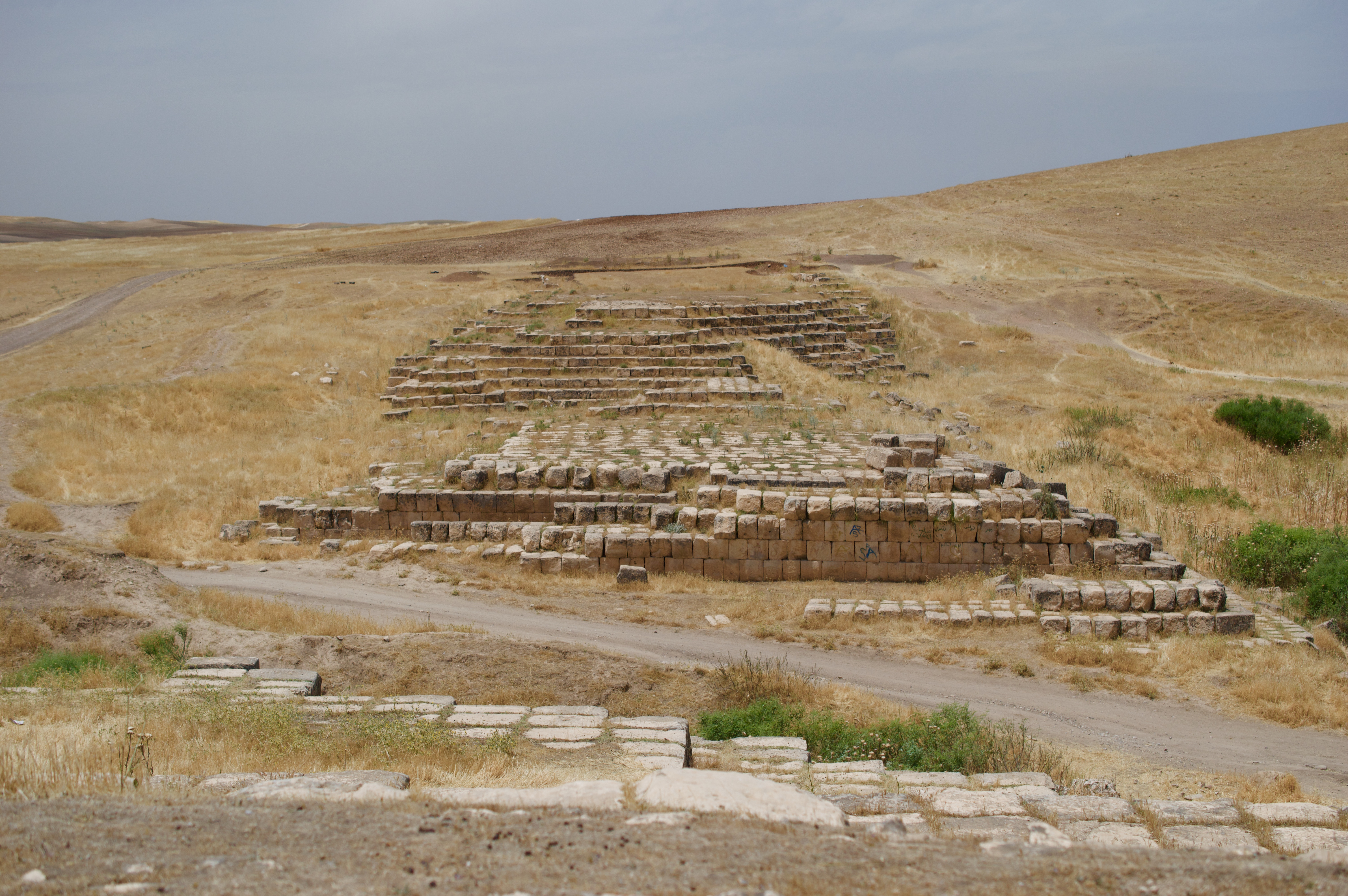
Ruines de l'aqueduc de Jerwan.

Le site est célèbre pour les ruines d'un immense aqueduc traversant la rivière Khinis, composé de plus de deux millions de pierres de taille et utilisant des arches de pierre et un mortier imperméable à l'eau. Certains le considèrent comme l'aqueduc le plus ancien du monde, antérieur de cinq siècles à tout ce que l'Empire romain a pu construire.

## Aqueduc de Jerwan
L'aqueduc fait partie du grand canal construit par le roi Assyrien Sennachérib entre 703 et 690 av. J.-C. pour alimenter en eau les vastes jardins de Ninive (qui pourraient, selon certaines théories, avoir contenu les jardins suspendus de Babylone), de l'eau détournée de la gorge du Khinis, à 50 km au nord.
Une inscription sur l'Aqueduc se lit comme suit :

« Sennachérib, roi de l'Univers, roi d'Assyrie : Sur une longue distance, en réunissant les eaux des deux rivières Husur, les eaux de la rivière Pulpulliya, les eaux de la ville de Hanusa, les eaux de la ville de Gammagara (et) les eaux des sources des montagnes sur ses rives droite et gauche, je fis creuser un canal jusqu'à la plaine de Ninive. Je fis construire un aqueduc en blocs de pierre blanche sur de profonds wadis, sur lequel je fis passer ces eaux. »

— Inscription de Sennachérib sur l'aqueduc de Jerwan.